# 刘钊 (文献学家)
刘钊，复旦大学出土文献与古文字研究中心主任、教授，主要从事中国古典文献学方面的研究工作。著有《古文字构形学》等书，入选中华人民共和国教育部2007年度"长江学者"特聘教授。